# Kern County
Kern County is een van de 58 county's in de Amerikaanse deelstaat Californië. De county omvat het zuidelijke uiteinde van de grote Central Valley van Californië. Het gebied loopt van het zuiden van de Coast Ranges in het westen tot voorbij het zuidelijkste punt van de Sierra Nevada in het oosten en omvat een deel van de Mojavewoestijn.
Bakersfield, de negende stad van Californië, is de county seat en grootste stad. In 2010 woonden er in totaal 839.631 mensen in Kern County. Zoals andere county's in de Central Valley en Zuid-Californië, is de bevolking sterk hispanic. In 2010 identificeerde bijna de helft van de inwoners zich als hispanic of latino.
Veel van de tewerkstelling in Kern County is verbonden aan de landbouw en olie-industrie. Daarnaast is ook de defensie-, luchtvaart en ruimtevaartindustrie sterk aanwezig in Kern County. Zo huisvest de county de Edwards Air Force Base, de Mojave Air and Space Port en het China Lake Naval Air Weapons Station.

## Geografie
De county heeft een totale oppervlakte van 21.138 km², waarvan 0,25% oppervlaktewater.

### Aangrenzende county's
- Los Angeles County - zuiden
- Ventura County - zuiden
- Santa Barbara County - zuidwest
- San Luis Obispo County - westen
- Kings County - noorden
- Tulare County - noorden
- Inyo County - noordoost
- San Bernardino County - oosten

### Steden en dorpen
- Arvin
- Bakersfield
- California City
- Delano
- Maricopa
- McFarland
- Ridgecrest
- Shafter
- Taft
- Tehachapi
- Wasco